# Щепотка перца
«Щепотка перца» — кинофильм, снятый в 2003 году.
Оригинальное название («Πολίτικη κουζίνα») переводится, как «Городская кухня», поскольку греки называют Константинополь просто Город (греч. Η Πόλη, собственно, турецкое Стамбул — искажённое греческое «στην Πόλη», «в Городе»). Для этой кухни характерно использование большого количества специй (откуда проистекает английское «A Touch of Spice» — «Прикосновение специй») и, особенно, корицы, которая в фильме символизирует Женщину.

## Сюжет
Дед главного героя, Фаниса, торгует специями в лавке в Стамбуле. Он передаёт семилетнему Фанису свои знания и любовь к кулинарии. Фанис влюблён в Саиме, для которой он готовит разные блюда.
В 1964 году турецкое правительство принимает решение депортировать всех граждан Греции. Семья Фаниса попадает в Афины, а дед, являющийся гражданином Турции, остаётся.
Фанис с трудом адаптируется к жизни в Греции. В ожидании обещанного визита деда и Саиме, он начинает проводить время на кухне. Это вызывает беспокойство родителей и учительницы, и Фанису запрещается готовить. Но он продолжает это делать втайне от родителей, а также помогает другим кулинарными советами. Проблемы Фанису доставляет и отсутствие у него должного патриотизма.
Фанис становится астрофизиком и преподаёт в университете. Он никогда не встречался с дедом.
Дед попадает в больницу. Фанис едет к умирающему в Стамбул. Там же Фанис встречается с Саиме, уже замужней женщиной.

## Награды
- 10 наград на международном кинофестивале в Салониках 2003 года.